# 捷普科技
捷普集團（英語：Jabil, ：JBL）是一家美国电子公司，總部設於美國佛羅里達州，全球員工大約180,000位，於全球23個國家設有90个據點。目前為全球第三大的电子专业制造服务公司。2013年財政年度收入183億美元 （页面存档备份，存于），2012年FORTUNE 500排名157 （页面存档备份，存于）。
在電腦週邊設備、數位印表機、事務機、數據傳輸、自動化及消費產品等多個領域，捷普集團向全球各地的客戶提供從設計、開發、生產、裝配、系統技術支援，甚至到最終用戶分銷等優質服務。憑藉強大的技術研發優勢、銳意創新的專業態度和盡善盡美的服務精神，捷普集團一直處於國際市場領先地位，擁有分佈在美洲、亞洲及歐洲等超過45個高度自動化的生產基地，資金、技術實力雄厚。
捷普集團除提供強大生產技術外，近年來亦積極投入產品技術研發，於台灣、美洲、歐洲及上海皆設有研發單位。台灣捷普科技專注於設計研發，積極發展數位家庭、印表機、事務機、白色家電等產品技術，目前於台北內湖、新北三重及新竹竹北設有設計服務中心。

## 歷史
捷普科技創於1966年，創辦人James Golden與Bill Morean在美國密西根州底特律設立工廠生產印刷電路板。公司的名稱Jabil為取兩人姓名的字首。於1979年獲得了通用汽車的大筆訂單後，公司有了大幅的成長。目前捷普的工廠遍及世界各地，位於中國大陸數個城市的工廠為主要的生產基地。
2006年11月，捷普以新台幣300億元併購台灣的手機外殼廠綠點高新科技。
2013年3月1日，捷普任命William E. Peters为总裁，William D. Muir，Jr.为首席运营官，两人皆為捷普20多年的老员工。同一天，Mark Mondello被任命为首席执行官，取代了Timothy Main，而Timothy Main担任董事会主席。